# Светско првенство у атлетици на отвореном 2011 — 400 метара за мушкарце
Трка на 400 метара у мушкој конкуренцији на Светском првенству у атлетици 2011. у Тегуу одржана је 28. и 30. августа. на стадиону Тегу.
Титулу је бранио Лашон Мерит из САД, а који је дошао на првентво, после издржне забране такмичења од 2 године. Забрана је била на снази у време одржавања отвореног првенства САД у атлетици, па Мерит није могао да се такмичи. Од 1997. постоји пракса да победник Светског првенства аутоматски добио позив за следеће првенство, али САД предвиђа светски првак мора да се такмиче у националним првенствима. Посебном одлуком USATF дозвољено је да се Мерит такмичи. Мерит због немогућности да се такмичи пре првенства није био у потребној форми.
У квалификацијама спортисти обично покушавају користи минимални напор да прођу у други круг, међутим Мерит постиже резултат 44,35 који је најбољи светски резултат сезоне. Медијска пажња је фокусирана на Оскара Писторијусу из Јужноафричке Републике којем су као малом ампутиране обе ноге, такмичи се са уграђеним протезама и резултатом 45,39 квалификовао за полуфинале.
У првом полуфиналу Мерит је без већег напора победио са 44,76, Џермејн Гонзалес у трећем са 44,99 а 18-годишњи Кирани Џејмс лагано у другом са 45,20. Поред њих у финале су прошли и други такмичар из мале Гренаде Рондел Бартоломју, те близанци из Белгије Кевин и Жонатан Борле. Писториус је трчао 46,19 у свом полуфиналу и није се квалификовао. Светски првак постао је Кирани Џејмс победивши Лашон Мерита у самом циљу временом од 44,60 секунда.

## Земље учеснице
Учествовало је 39 такмичара из 31 земље.
| - 1. Ангола (1) - 2. Бенин (1) - 3. Бахаме (3) - 4. Белгија (2) - 5. Боцвана (1 - 6. Брунеј (1) - 7. Костарика (1) - 8. Куба (1) - 9. Демократска Република Конго (1) - 10. Доминика (1) - 11. Доминиканска Република (1) | - 12. Уједињено Краљевство (1) - 13. Гренада (2) - 14. Гвинеја (1) - 15. Јамајка (2) - 16. Јапан (1) - 17. Јужна Кореја (1) - 18. Нигер (1) - 19. Оман (1) - 20. Палестина (1) | - 21. Папуа Нова Гвинеја (1) - 22. Парагвај (1) - 23. Пољска (1) - 24. Катар (1) - 25. Русија (1) - 26. Јужноафричка Република (1) - 27. Судан (1) - 28. Америчка Девичанска Острва (1) - 29. Тринидад и Тобаго (1) - 30. САД (4) - 31. Вануату (1) |

## Освајачи медаља
|                      |                 |                     |
| Кирани Џејмс Гренада | Лашон Мерит САД | Кевин Борле Белгија |

## Рекорди
Рекорди пре 26. август 2011.
| Светски рекорд             | 43,18 | Мајкл Џонсон          | Сједињене Државе | Севиља, Шпанија              | 26. август 1999.    |
| Рекорд светских првенстава | 43,18 | Мајкл Џонсон          | Сједињене Државе | Севиља, Шпанија              | 26. август 1999.    |
| Најбољи резултат сезоне    | 44:61 | Кирани Џејмс          | Гренада          | Лондон, Уједињено Краљевство | 5. август 2011.     |
| Афрички рекорд             | 44,10 | Гери Кикаја           | ДР Конго         | Штутгарт, Немачка            | 9. септембар 2006.  |
| Азијски рекорд             | 44,56 | Мухамед Амер Ал-Малки | Оман             | Будимпешта, Мађарска         | 15. август 1988.    |
| Северноамерички рекорд     | 43,18 | Мајкл Џонсон          | Сједињене Државе | Севиља, Шпанија              | 26. август 1999.    |
| Јужноамерички рекорд       | 44,29 | Сандерлеи Парела      | Бразил           | Севиља, Шпанија              | 26. август 1999.    |
| Европски рекорд            | 44,33 | Томас Шенлебе         | Источна Немачка  | Рим, Италија                 | 3. септембар 1987.  |
| Океанијски рекорд          | 44,38 | Дарен Кларк           | Аустралија       | Сеул, Јужна Кореја           | 26. септембар 1988. |

### Најбољи резултати у 2011. години
Десет најбржих атлетичара године на 400 метара пре првенства (27. августа 2011), заузимали су следећи пласман. Два најбоља времена држе представници Гренаде, Кирани Џејмс и Рондел Бартоломју.
| 1  | Кирани Џејмс       | Гренада                    | 44,61 | 5. август 2011. |
| 2  | Рондел Бартоломју  | Гренада                    | 44,65 | 2. април 2011.  |
| 3  | Тони Макеј         | Сједињене Државе           | 44,68 | 25. јун 2011.   |
| 4  | Џермејн Гонзалес   | Јамајка                    | 44,9  | 29. јул 2011.   |
| 5  | Кевин Борле        | Белгија                    | 44,74 | 9. јул 2011.    |
| 5  | Лашон Мерит        | Сједињене Државе           | 44,74 | 29. јул 2011.   |
| 7  | Деметријус Пајндер | Бахаме                     | 44,78 | 25. јун 2011.   |
| 8  | Крис Браун         | Бахаме                     | 44,79 | 29. јул 2011.   |
| 9  | Анџело Тејлор      | Сједињене Државе           | 44,82 | 29. јул 2011.   |
| 10 | Табари Хенри       | Америчка Девичанска Острва | 44,83 | 2. април 2011.  |

Такмичари чија су имена подебљана учествовали су на СП 2011.

## Квалификационе норме
| А норма | Б норма |
| ------- | ------- |
| 45,25   | 45,70   |

## Сатница
| Датум            | Време | Коло          |
| ---------------- | ----- | ------------- |
| 28. август 2011. | 11:15 | Квалификације |
| 29. август 2011. | 20:00 | Полуфинале    |
| 30. август 2011. | 21:45 | Финале        |

## Резултати

### Квалификације
Квалификација: По 4 првопласирана атлетичара у свакој групи (КВ) плус 4 најбоља времена (кв) пролазе у полуфинале.
| Позиција | Група | Атлетичар                | Националност                | Време | Напомена |
| -------- | ----- | ------------------------ | --------------------------- | ----- | -------- |
| 1.       | 3     | Лашон Мерит              | САД                         | 44,35 | КВ, СРС  |
| 2.       | 3     | Кевин Борле              | Белгија                     | 44,77 | КВ       |
| 3.       | 1     | Рондел Бартоломју        | Гренада                     | 44,82 | КВ       |
| 4.       | 1     | Рени Куов                | Тринидад и Тобаго           | 44,84 | КВ, ЛРС  |
| 5.       | 2     | Џермејн Гонзалес         | Јамајка                     | 45,12 | КВ       |
| 5.       | 4     | Кирани Џејмс             | Гренада                     | 45,12 | КВ       |
| 7.       | 1     | Грег Никсон              | САД                         | 45,16 | КВ       |
| 7.       | 4     | Жонатан Борле            | Белгија                     | 45,16 | КВ       |
| 9.       | 3     | Рабах Јусиф              | Судан                       | 45,20 | КВ       |
| 10.      | 1     | Tабари Хенри             | Америчка Девичанска Острва  | 45,22 | КВ       |
| 11.      | 5     | Крис Браун               | Бахами                      | 45,29 | КВ       |
| 12.      | 5     | Мартин Руни              | Уједињено Краљевство        | 45,30 | КВ, ЛРС  |
| 13.      | 4     | Рамон Милер              | Бахами                      | 45,31 | КВ, ЛРС  |
| 14.      | 5     | Оскар Писторијус         | Јужноафричка Република      | 45,39 | КВ       |
| 15.      | 5     | Феми Огуноде             | Катар                       | 45,42 | КВ, ЛРС  |
| 16.      | 2     | Џамал Торенс             | САД                         | 45,44 | КВ       |
| 17.      | 5     | Нери Бринс               | Костарика                   | 45,47 | кв       |
| 18.      | 2     | Марћин Марћинишин        | Пољска                      | 45,51 | КВ       |
| 19.      | 3     | Јузо Канемару            | Јапан                       | 45,51 | КВ       |
| 20.      | 2     | Деметријус Пајндер       | Бахами                      | 45,53 | КВ       |
| 21.      | 1     | Рајкер Хилтон            | Јамајка                     | 45,54 | кв       |
| 22.      | 3     | Павел Треникин           | Русија                      | 45,55 | кв, ЛР   |
| 23.      | 4     | Вилијам Колазо           | Куба                        | 45,89 | КВ       |
| 24.      | 2     | Ерисон Хуртолт           | Доминика                    | 46,10 | кв       |
| 25.      | 4     | Парк Бонг Го             | Јужна Кореја                | 46,42 | ЛРС      |
| 26.      | 5     | Тони Макеј               | САД                         | 46,76 |          |
| 27.      | 4     | Пако Серибе              | Боцвана                     | 46,97 |          |
| 28.      | 1     | Матију Гнанлиго          | Бенин                       | 47,01 |          |
| 29.      | 4     | Аугусто Стенли           | Парагвај                    | 47,31 |          |
| 30.      | 1     | Нелсон Стоун             | Папуа Нова Гвинеја          | 47,86 |          |
| 31.      | 5     | Ахмед Мухамед Ал-Мерџаби | Оман                        | 47,99 |          |
| 32.      | 3     | Арнолд Сорина            | Вануату                     | 48,76 | ЛРС      |
| 33.      | 4     | Баха ал Фара             | Палестина                   | 49,04 | ЛР       |
| 34.      | 2     | Николау Паланка          | Ангола                      | 49,37 | ЛРС      |
| 35.      | 1     | Керфаља Камара           | Гвинеја                     | 49,74 | ЛР       |
| 36.      | 2     | Ак Хатифи Таџудин Росити | Брунеј                      | 50,12 |          |
| --       | 5     | Абду Разак Рабо Сама     | Нигер                       | Диск. |          |
| --       | 3     | Арисменди Пегуеро        | Доминиканска Република      | НС    |          |
| --       | 3     | Гари Кикаја              | Демократска Република Конго | НС    |          |

### Полуфинале
Квалификација: По два најбоља из сваке групе (КВ) плус два најбоља по времену (кв) се квалификују за финале.
| Поз. | Група | Атлетичар         | Националност               | Време | Напомена |
| ---- | ----- | ----------------- | -------------------------- | ----- | -------- |
| 1.   | 1     | Лешон Мерит       | САД                        | 44,76 | КВ       |
| 2.   | 3     | Џермејн Гонзалес  | Јамајка                    | 44,99 | КВ       |
| 3.   | 1     | Кевин Борле       | Белгија                    | 45,02 | КВ       |
| 4.   | 3     | Жонатан Борле     | Белгија                    | 45,14 | КВ       |
| 5.   | 3     | Рондел Бартоломју | Гренада                    | 45,17 | кв       |
| 6.   | 2     | Кирани Џејмс      | Гренада                    | 45,20 | КВ       |
| 7.   | 3     | Феми Сеун Огуноде | Катар                      | 45,41 | кв, ЛРС  |
| 8.   | 1     | Рабах Јусиф       | Судан                      | 45,43 |          |
| 9.   | 3     | Грег Никсон       | САД                        | 45,51 |          |
| 10.  | 2     | Табари Хенри      | Америчка Девичанска Острва | 45,53 | КВ       |
| 11.  | 2     | Крис Браун        | Бахами                     | 45,54 |          |
| 12.  | 3     | Павел Треникин    | Русија                     | 45,68 |          |
| 13.  | 1     | Рени Куов         | Тринидад и Тобаго          | 45,72 |          |
| 14.  | 2     | Џамал Торенс      | САД                        | 45,73 |          |
| 15.  | 3     | Деметриус Пиндер  | Бахами                     | 45,87 |          |
| 16.  | 1     | Рамон Милер       | Бахами                     | 45,88 |          |
| 17.  | 2     | Нери Бринс        | Костарика                  | 45,93 |          |
| 18.  | 2     | Марцин Марћинишин | Пољска                     | 45,94 |          |
| 19.  | 2     | Мартин Руни       | Уједињено Краљевство       | 46,09 |          |
| 20.  | 1     | Јузо Канемару     | Јапан                      | 46,11 |          |
| 21.  | 1     | Вилијам Колазо    | Куба                       | 46,13 |          |
| 22.  | 3     | Оскар Писториус   | Јужноафричка Република     | 46,19 |          |
| 23.  | 1     | Ерисон Хуртолт    | Доминика                   | 46,41 |          |
| 24.  | 2     | Рајкер Хилтон     | Јамајка                    | 46,99 |          |

### Финале
| Поз. | Стаза | Атлетичар         | Земља                      | Време | Напомена |
| ---- | ----- | ----------------- | -------------------------- | ----- | -------- |
|      | 5     | Кирани Џејмс      | Гренада                    | 44,60 | ЛР       |
|      | 4     | Лашон Мерит       | САД                        | 44,63 |          |
|      | 6     | Кевин Борле       | Белгија                    | 44,90 |          |
| 4.   | 3     | Џермејн Гонзалес  | Јамајка                    | 44,99 |          |
| 5.   | 8     | Жонатан Борле     | Белгија                    | 45,07 |          |
| 6.   | 2     | Рондел Бартоломју | Гренада                    | 45,45 |          |
| 7.   | 7     | Табари Хенри      | Америчка Девичанска Острва | 45,55 |          |
| 8.   | 1     | Феми Сеун Огуноде | Катар                      | 45,55 |          |